# Nemacheilus marang
Nemacheilus marang är en fiskart som beskrevs av Renny Hadiaty och Maurice Kottelat 2010. Nemacheilus marang ingår i släktet Nemacheilus och familjen grönlingsfiskar. Inga underarter finns listade i Catalogue of Life.